# Ton Zwerver
Antonius Josef (Ton) Zwerver (Amsterdam, 1 mei 1951) is een Nederlandse beeldhouwer, fotograaf, graficus en collagekunstenaar.

## Leven en werk
Zwerver studeerde aan de Gerrit Rietveld Academie (1978-1983) en vervolgens aan de Rijksakademie van beeldende kunsten (1983-1986) in Amsterdam. In 1995-1996 was hij docent aan de Rietveld Academie. 
In de jaren tachtig werd hij bekend met huiskamersculpturen. Dit waren 'sculpturen voor het moment', gemaakt van allerhande huiswaar dat in een ruimtelijke composite werd opgesteld en vervolgens gefotografeerd. De foto's, aanvankelijk in zwart-wit en later in kleur, werden ingelijst tentoongesteld. Zijn werk werd ook door hem gepubliceerd als kunstenaarsboek.
Sinds 2006 houdt hij een weblog bij onder de titel Everyday sculptures, waarop hij geregeld sculpturen toont, waarvan hij zegt "these sculptures only exist for a moment as they are photographed and changed again." 
Zwerver maakt meerdere beelden voor de openbare ruimte. Hij woont en werkt in Amsterdam.

## Werken (selectie)
- 1995 zonder titel (2 delen), Amsterdam
- 2001 zonder titel (2 delen), Heemskerk
- 2003 brugleuningen met dierfiguren, Zoetermeer
- 2004 zonder titel, entree schoolplein, Barendrecht
- 2006 zonder titel, entree schoolplein en glaskunst, Aalten
- 2009 zonder titel (2 delen), Zeist

## Afbeeldingen

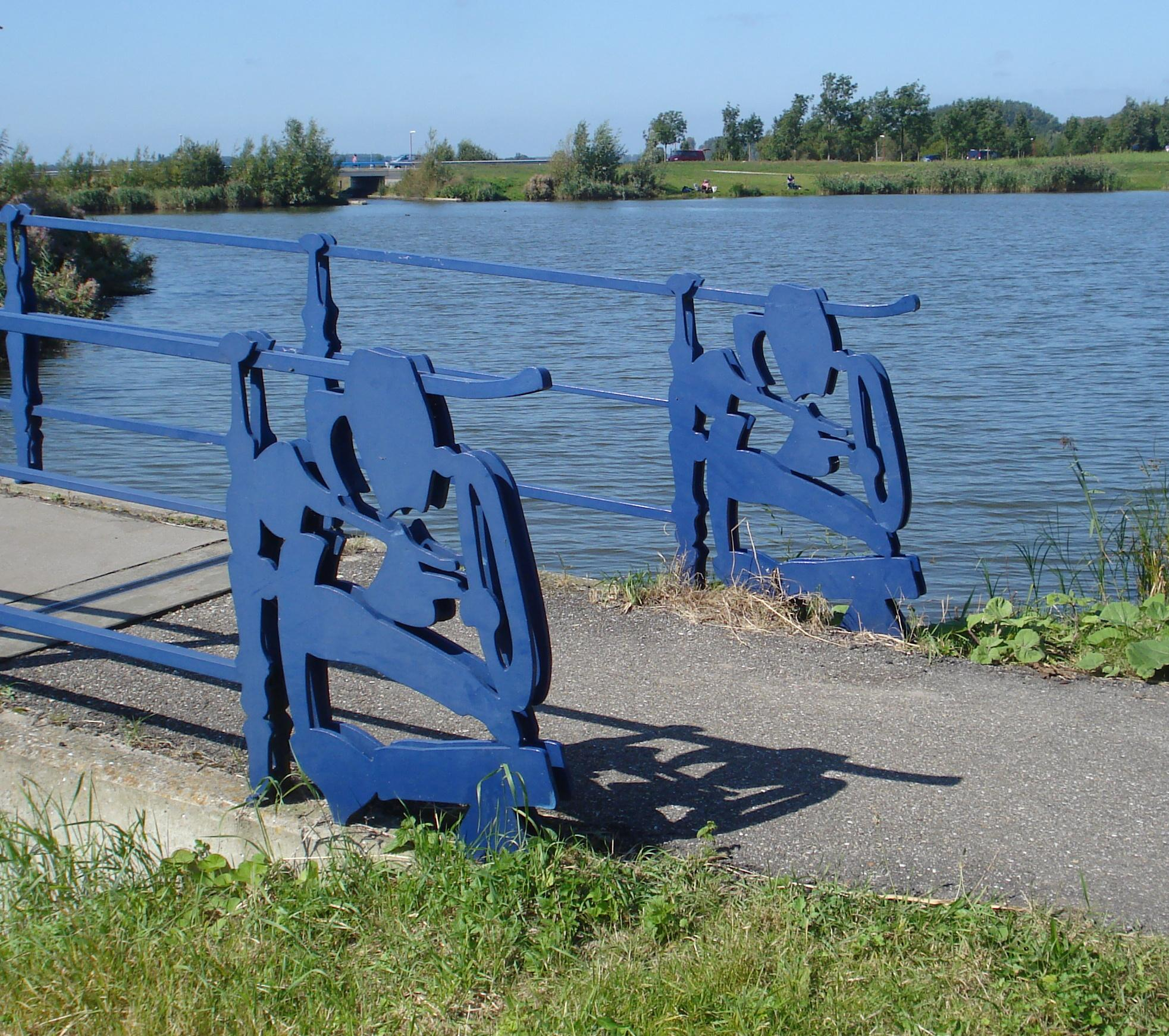
Brugleuningen, (detail), Zoetermeer 2003
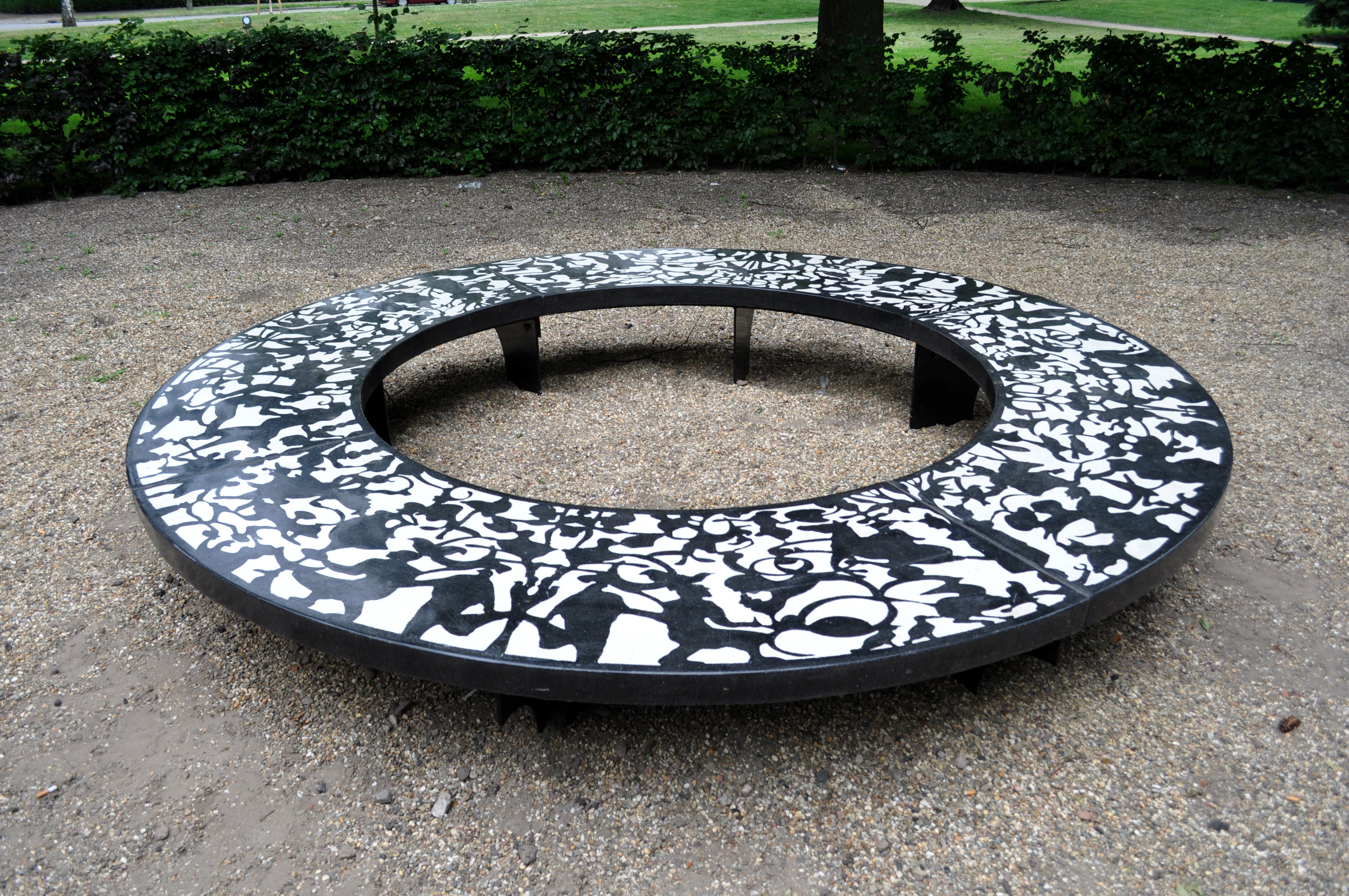
Zonder titel (detail), Zeist 2009